# Stateful firewall
Na computação, um Stateful firewall é um firewall de rede que rastreia o estado operacional e as características das conexões de rede que o atravessam. O firewall está configurado para distinguir pacotes legítimos para diferentes tipos de conexões. Somente os pacotes que combinam a conexão ativa conhecida podem passar pelo firewall. A inspeção dos estados dos pacotes (SPI), também referida como filtragem de pacotes dinâmicos, é uma característica de segurança que muitas vezes é incluída nas redes de empresas.

## História
A tecnologia de firewall stateful foi introduzida pela Check Point Software com o produto FireWall-1 em 1994.
Antes do desenvolvimento deste tipo de firewalls, os firewalls anteriores eram "sem estado". Um firewall sem estado trata cada quadro de rede ou pacote individualmente. Esses filtro de pacotes operam na Camada de rede OSI  (camada 3) e funcionam com mais eficiência porque eles apenas olham para a parte cabeçalho de um pacote. Eles não acompanham o contexto do pacote, como a natureza do tráfego.